# Ismail Sabri Yaakob
Dato' Sri Ismail Sabri bin Yaakob (en Jawi: اسماعيل صبري بن يعقوب‎; 18 de enero de 1960) es un político malasio que fue designado como el noveno primer ministro de Malasia el 21 de agosto de 2021. Se desempeñó como el decimotercero vice primer ministro de julio de 2021 a agosto de 2021, así como Ministro de Defensa en la administración del ex primer ministro Muhyiddin Yassin de marzo de 2020 a agosto de 2021 y miembro del Parlamento (MP) por Bera desde marzo de 2004. Fue el vice primer ministro con menos tiempo de servicio, con sólo 40 días. Es miembro y vicepresidente de la Organización Nacional de los Malayos Unidos (UMNO), un partido componente de la coalición Barisan Nasional (BN) que está alineada con la coalición Perikatan Nasional (PN). Fue nombrado y juramentado formalmente como Primer Ministro el 21 de agosto de 2021, en medio de la pandemia de COVID-19 y de la actual crisis política de Malasia de 2020-21 en el país. Es el primer primer ministro de Malasia nacido después de la independencia de Malasia en 1957, y el primer exlíder de la oposición en asumir el cargo.
Ocupó varios puestos en el gabinete en la administración del BN bajo los ex primeros ministros Abdullah Ahmad Badawi y Najib Razak desde marzo de 2008 hasta la derrota electoral del bloque en las elecciones generales de mayo de 2018, incluido el de ministro de Desarrollo Rural y Regional, Agricultura y Agroindustria, Comercio Interior, Cooperativas y Consumismo y Juventud y Deportes. Fue el decimoquinto líder de la oposición en la administración de Pakatan Harapan (PH) desde marzo de 2019 hasta su colapso en febrero de 2020 en medio de la crisis política. En el gobierno de la PN, fue nombrado Ministro encargado de Seguridad desde marzo de 2020 hasta su ascenso a vice primer ministro en julio de 2021. Lideró una facción de su partido que siguió apoyando al primer ministro Muhyiddin Yassin en junio de 2021, cuando el partido retiró su apoyo al manejo gubernamental de la pandemia de COVID-19. Después de que esto culminara con el colapso del gobierno y la renuncia de Muhyiddin, ingresó con éxito a las negociaciones para convertirse en primer ministro en agosto de 2021 después de obtener el apoyo de la mayoría de los parlamentarios.
Uno de los comentarios más controvertidos de Ismail Sabri fue su llamado a boicotear a los comercios chinos. Estas declaraciones, conocidas como "discurso de boicot a los comercios chinos", causaron gran indignación entre la comunidad china y otros sectores de la sociedad.